# Manavalakurichi
Manavalakurichi è una suddivisione dell'India, classificata come town panchayat, di 10.404 abitanti, situata nel distretto di Kanyakumari, nello stato federato del Tamil Nadu. In base al numero di abitanti la città rientra nella classe IV (da 10.000 a 19.999 persone).

## Geografia fisica
La città è situata a 8° 7' 60 N e 77° 17' 60 E al livello del mare.

## Società

### Evoluzione demografica
Al censimento del 2001 la popolazione di Manavalakurichi assommava a 10.404 persone, delle quali 5.196 maschi e 5.208 femmine. I bambini di età inferiore o uguale ai sei anni assommavano a 1.131, dei quali 579 maschi e 552 femmine. Infine, coloro che erano in grado di saper almeno leggere e scrivere erano 8.203, dei quali 4.202 maschi e 4.001 femmine.